# Divieto di soggiorno in uno o più comuni o in una o più province
Il divieto di soggiorno è un divieto legale in particolare una misura di sicurezza personale, disciplinata dall'articolo 233 del Codice penale italiano.

## Sanzione
Tale misura consiste nell'obbligo di non soggiorno, in uno o più comuni, ovvero in una o più Province ed è applicabile facoltativamente per i delitti contro la personalità dello Stato o contro l'ordine pubblico, come pure per i delitti commessi per motivi politici ovvero occasionati da particolari condizioni sociali o morali esistenti in un determinato luogo. La durata minima è di un anno.